# Ніколь Девіс
Ніколь Девіс  (англ. Nicole Davis, 24 квітня 1982) — американська волейболістка, олімпійська медалістка.

## Виступи на Олімпіадах
| Олімпіада   | Дисципліна | Місце |
| ----------- | ---------- | ----- |
| Пекін 2008  | волейбол   | 2     |
| Лондон 2012 | волейбол   | 2     |